# Allegra Versace
Allegra Versace (* 30. Juni 1986 in Mailand) ist eine italienische Geschäftsfrau und die Tochter von Donatella Versace.
Ihr Onkel Gianni Versace vererbte Allegra 50 % der Anteile des Familienunternehmens Versace, seine Schwester Donatella hielt bereits 20 %. Allegras geerbte Geschäftsanteile haben einen geschätzten Wert von 400 Millionen Euro (532 Millionen USD), was sie zur zweiteinflussreichsten Frau der italienischen Modewelt macht. Im September 2018 kaufte die Michael Kors Holding das Modelabel Versace für 2,1 Milliarden US-Dollar (1,83 Milliarden Euro).
Seit einigen Jahren ist sie an Anorexia nervosa erkrankt. Im Frühjahr 2007 soll die damals 20-Jährige Zeitungsberichten zufolge nur noch etwas über 30 Kilogramm gewogen haben. Ihre Mutter Donatella bestätigte die Erkrankung an Magersucht, widersprach jedoch Gerüchten einer künstlichen Ernährung aufgrund drohender Lebensgefahr und forderte von der Presse mehr Schutz der Privatsphäre.
Allegra Versace hat die Studiengänge Schauspielerei, Kunstgeschichte und Französisch an der Universität von Los Angeles gewählt.